# Eupithecia ingrata
Eupithecia ingrata är en fjärilsart som beskrevs av András Vojnits 1981. Eupithecia ingrata ingår i släktet Eupithecia och familjen mätare. Inga underarter finns listade i Catalogue of Life.